# Transsion Holdings
Transsion Holdings (chino :传音控股) es un fabricante chino de teléfonos móviles con sede en Shenzhen. Fue el mayor fabricante de teléfonos inteligentes por ventas en África en 2017 y también vende teléfonos móviles en Oriente Medio, el Sudeste Asiático, el Sur de Asia y América Latina. Sus marcas incluyen marcas de teléfonos como Itel, Tecno, Infinix; marca de servicio posventa Carlcare; y complementos marca Oraimo. Fabrica teléfonos en China, Pakistán, Etiopía, Bangladés y recientemente en la India.

## Historia
Transsion Holdings Pvt Ltd se fundó como Transsion Technology en Hong Kong en 2006, con un enfoque en el desarrollo, fabricación, ventas y servicios de productos de comunicación móvil. Transsion ingresó al mercado africano con sus marcas Tecno e Itel, y comenzó a enfocarse en el mercado africano en julio de 2008, inicialmente con teléfonos básicos. Transsion lanzó su primer teléfono inteligente en 2014.
Transsion estableció su filial nigeriana en junio de 2008 y tenía filiales en siete países de África en octubre de ese año. Transsion estableció una planta de fabricación en Etiopía en 2011. Transsion ingresó al mercado indio en 2016. La participación de mercado de las marcas de teléfonos inteligentes de Transsion en África combinada superó la de Samsung en 2017, lo que convierte a Transsion en el mayor fabricante. de teléfonos inteligentes para el mercado africano en el cuarto trimestre de 2017. Transsion también fue el mayor fabricante de teléfonos móviles en África en la primera mitad de 2017. El intento de Transsion de 2018 de una adquisición inversa fracasó. En octubre de 2018, Transsion Holdings comenzó a producir teléfonos inteligentes en su nueva planta de fabricación en Bangladés. Transsion Holdings se convirtió en una empresa que cotiza en bolsa en septiembre de 2019 al cotizar en la sección STAR Market de la Bolsa de Valores de Shanghái.

## Operaciones
Transsion vende teléfonos móviles en África, Medio Oriente, Sudeste Asiático, Sur de Asia y América Latina. Opera las marcas de teléfonos móviles Tecno, Itel e Infinix, así como el servicio de soporte posventa Carlcare y la marca de accesorios Oraimo. Spice Digital , una marca de teléfonos india, fue adquirida en 2017.  Transsion fabrica sus teléfonos en China, Etiopía, Bangladés, India y Pakistán. Transsion fue la primera empresa de telefonía móvil no africana en establecer una red de soporte posventa en África.
El éxito de Transsion en el mercado africano se ha atribuido a la adaptación de las funciones de sus teléfonos a las necesidades del mercado africano. Los teléfonos de Transsion ofrecen una función que calibra las exposiciones de la cámara para tonos de piel más oscuros, lo que permite conservar los detalles de la cara. Transsion desarrolló teléfonos con funcionalidad SIM dual, que fueron bien recibidos porque los usuarios africanos solían usar más de una tarjeta SIM a la vez para ahorrar dinero. Transsion lanzó teléfonos con batería de larga duración, que se adaptan a las bajas tasas de electrificación en África y la propensión a los apagones. Los teléfonos incluían soporte para múltiples idiomas africanos, y Tecno fue la primera marca importante de teléfonos móviles en Etiopía en incluir soporte para un teclado amárico. Transsion hace mucha publicidad de sus marcas de teléfonos móviles en África.
Además de sus éxitos en el mercado africano, Transsion se encuentra entre las marcas de teléfonos inteligentes de más rápido crecimiento en la India, con un crecimiento interanual del 40 % en 2019. También fue la marca número uno en el mercado de teléfonos inteligentes de nivel de entrada. Los teléfonos móviles de Transsion son en su mayoría de nivel de entrada a gama media baja y, por lo tanto, no están destinados a clientes comerciales.